# Victoria Cabello
Victoria Ellen Cabello (n. 12 martie 1975, Londra, Anglia, Regatul Unit) este o actriță și moderatoare de televiziune italiană.